# Hansie Cronjé

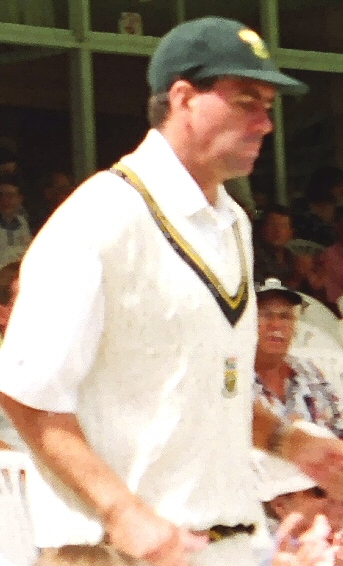
Hansie Cronjé

Wessels Johannes (Hansie) Cronjé (Bloemfontein, 25 september 1969 – Outeniquabergen, 1 juni 2002) was een Zuid-Afrikaans cricketspeler.
Hij was een getalenteerde jonge batsman met een goed inzicht in de tactiek van het spel. Hij begon zijn carrière in Vrijstaat, waar hij op 21-jarige leeftijd de captain werd. Zijn eerste nationale wedstrijd was een jaar later. Hij werd captain voor het Zuid-Afrikaanse team in 1993 en leidde het team naar een aantal overwinningen tegen Nieuw-Zeeland en Engeland. Hij was een gelovig christen, die zowel op het veld als daarbuiten integer overkwam, en daarom kwam het als een schok toen hij in april 2000 toegaf deel uit te maken van een groot omkoopschandaal, waarbij hij geld en goederen ontving van wedkantoren om de uitkomst van wedstrijden te beïnvloeden. Hierna werd hij veroordeeld en verboden cricket te spelen of te coachen.
Hansie Cronjé vond werk in een bedrijf dat mijnen beheerde, en terwijl hij voor zijn werk op reis was kwam hij op 32-jarige leeftijd bij een vliegtuigongeluk om het leven.